# Doug Stanhope
Douglas "Doug" Stanhope (Worcester, Massachusetts, EUA, 25 de Março de 1967) é um comediante de stand-up, escritor e ativista político americano. Conhecido pelo humor negro, seu material aborda temas como cultura e política americanas, uso recreational de drogas, religião e família.